# 山泉洞
山泉洞（：／ Sancheon dong */?）是位於韓國首爾龙山区的一个法定洞，隶属于元曉路2洞。本洞東面與新倉洞和桃園洞、南面與元曉路4街、西面與清岩洞、北面與麻浦區桃花洞相接。

## 历史
- 1751年 - 該區域分為兄弟井契、灘項契和桃花洞外契，并劃歸龍山坊管轄。
- 1894年 - 該區域下屬區域改名為兄弟洞、灘項洞和桃花洞外洞。
- 1914年 - 該區域改名為山手町。
- 1943年 - 劃歸至龙山区。
- 1946年10月 - 改為現在名稱，並劃入至元曉路2洞管轄。

## 建築
- 首爾元曉初等學校